# Los Manlicious
Los Manlicious è un album in studio del cantautore canadese Hawksley Workman, pubblicato nel 2008.

## Tracce
1. When You Gonna Flower? - 3:18
2. Is This What You Call Love? - 3:23
3. Girls on Crutches - 4:25
4. Kissing Girls (You Shouldn't Kiss) - 4:15
5. It's a Drug - 3:47
6. In My Blood - 2:39
7. Lonely People - 4:27
8. Piano Blink - 2:23
9. The City is a Drag - 4:20
10. In the Bedroom in the Daytime - 2:44
11. Prettier Face - 4:01
12. Oh You Delicate Heart - 5:06
13. Fatty Wants To Dance - 4:15